# Eudyptes chrysocome chrysocome
El pingüino de penacho amarillo sudamericano (Eudyptes chrysocome chrysocome) es una de las dos subespecies del pingüino Eudyptes chrysocome. Se distribuye en islas próximas a las costas del extremo sur de América del Sur; las cuales circundan la mitad austral de la Patagonia.

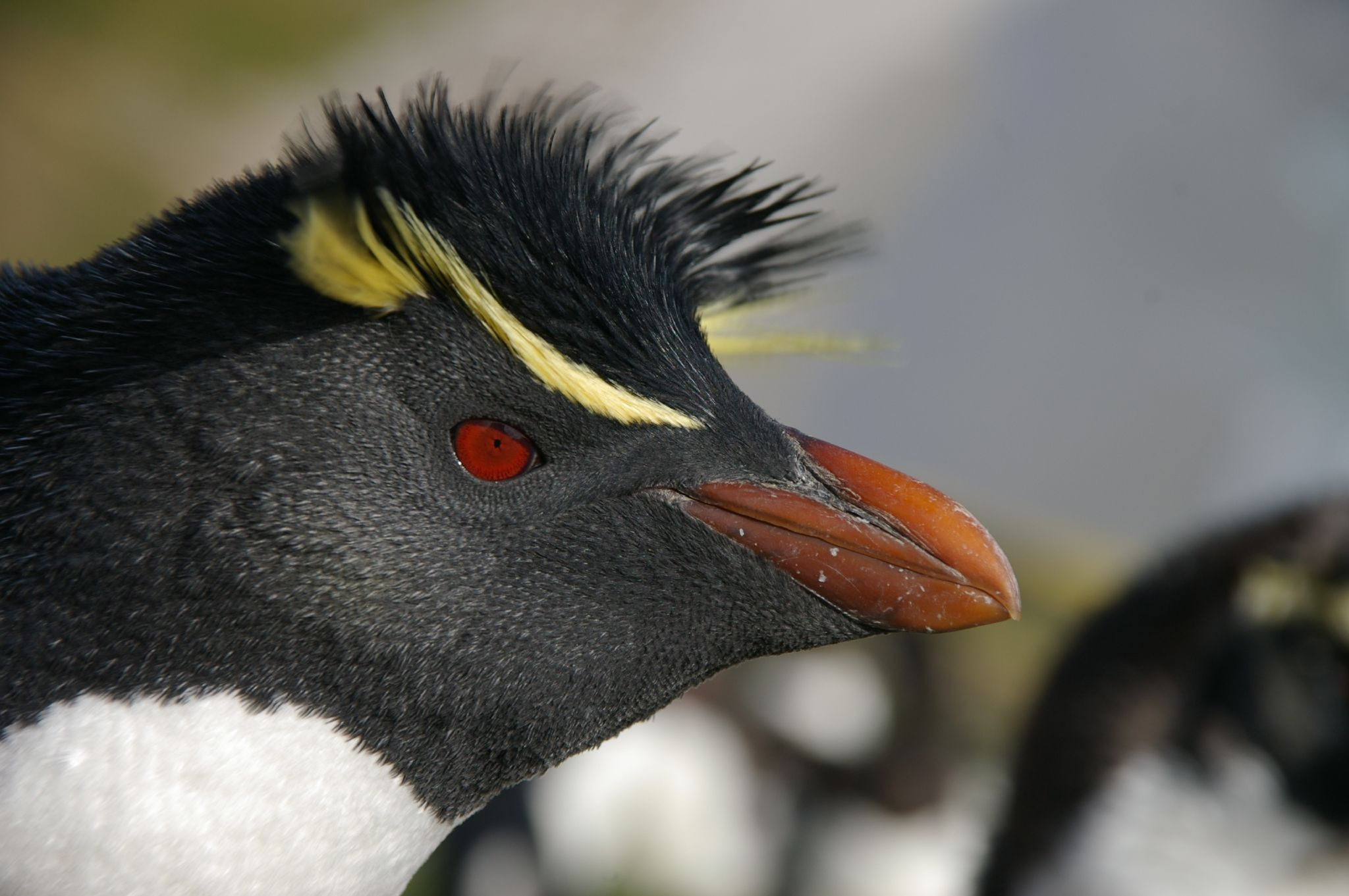
Detalle de la cabeza de un ejemplar en las islas Malvinas.

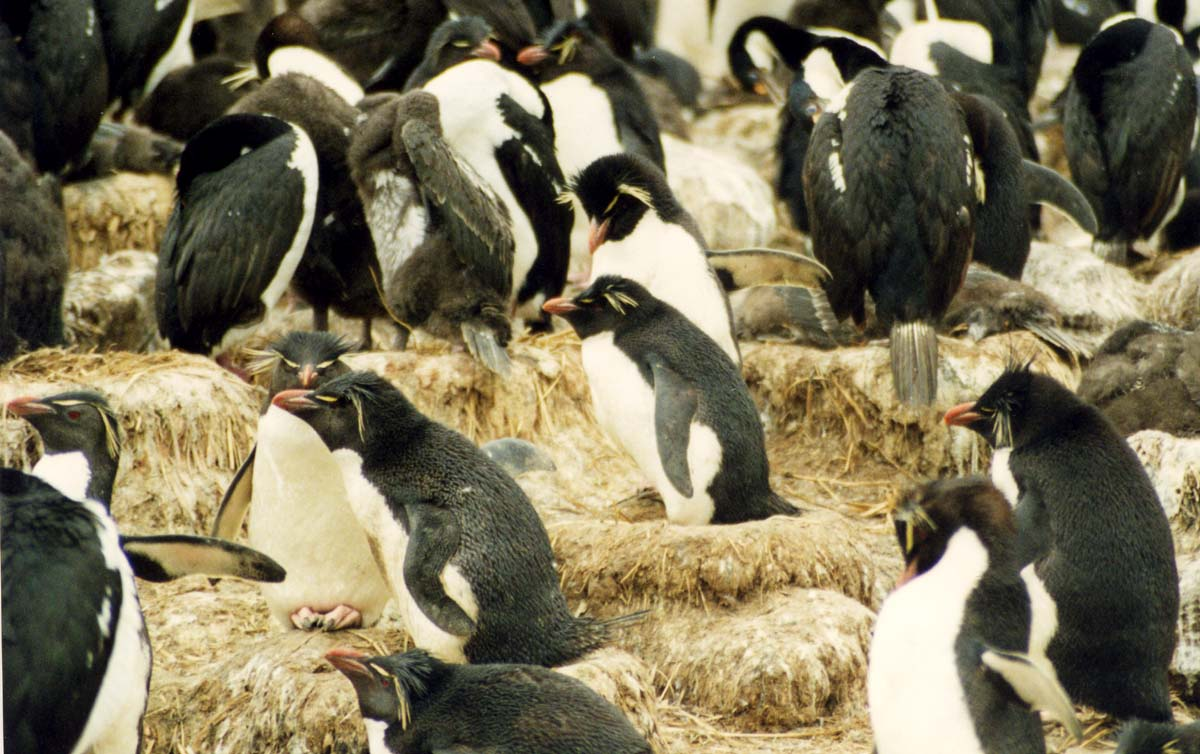
Colonia de nidificación en las islas Malvinas.

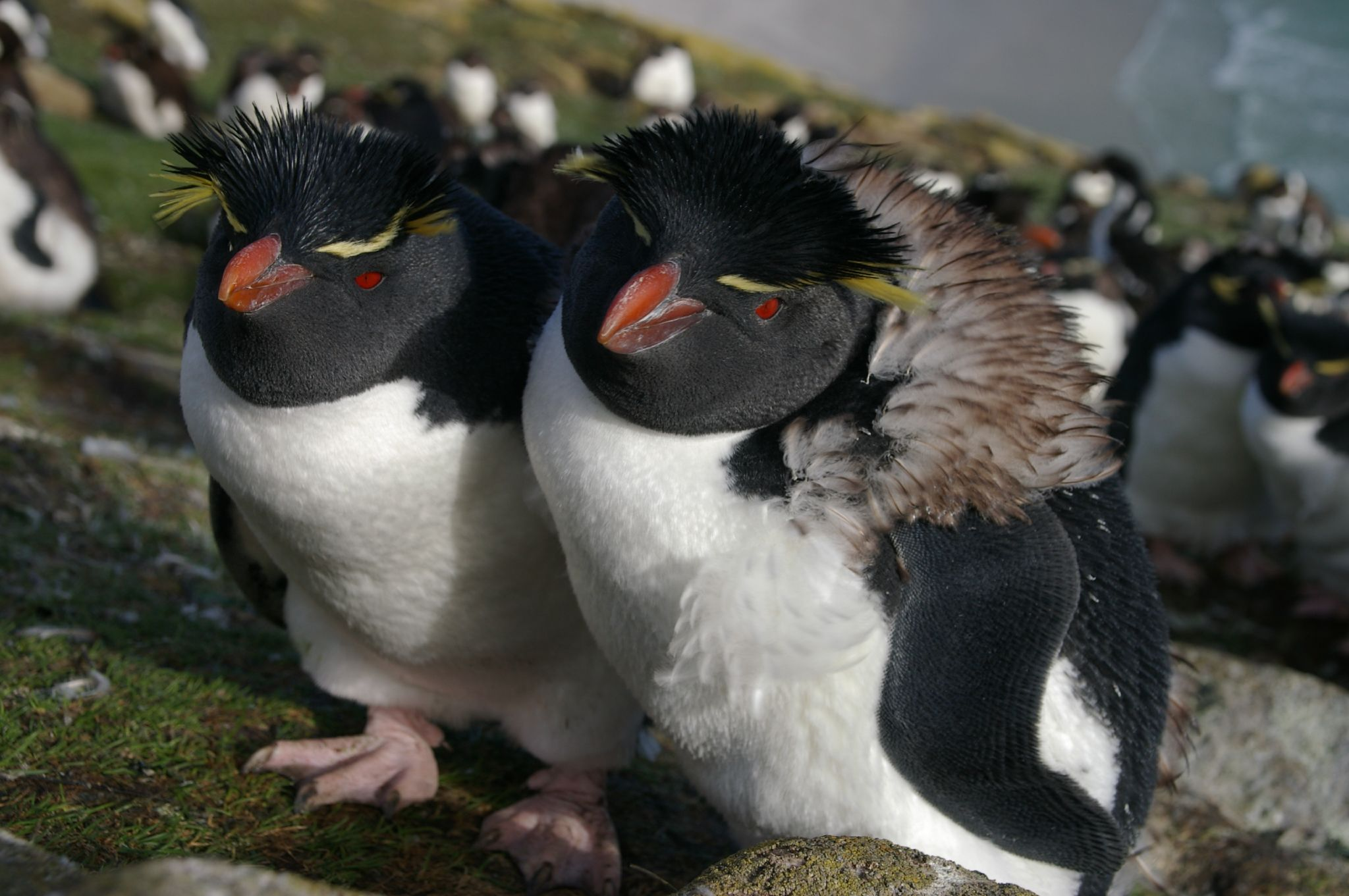
Pareja en las islas Malvinas. El ejemplar de la derecha, en muda.

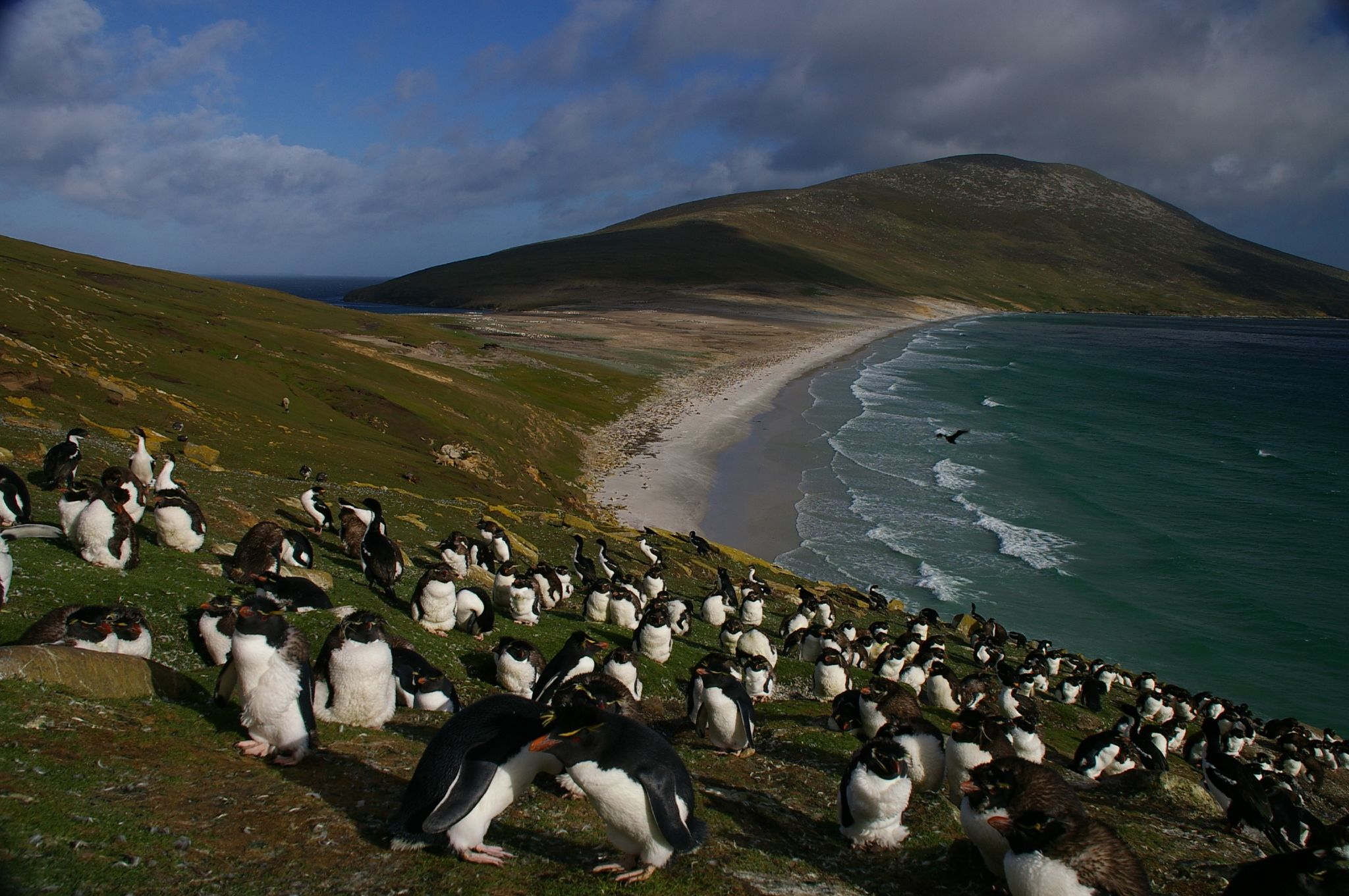
Colonia de nidificación en las islas Malvinas.

## Descripción original
Fue descrita originalmente por Johann Reinhold Forster en el año 1781. Su localidad tipo es: «islas Malvinas».

## Características
Posee un largo total de 60 a 65 cm, con un promedio de peso de 3,35 kg. El color del plumaje es negro en la cabeza y en lo superior del cuerpo, y blanco en el resto ventral. Sobre sus rojos ojos muestra una ceja de plumas amarillo brillante las cuales se proyectan hacia atrás. 
Con respecto a la otra subespecie (Eudyptes chrysocome filholi), la sudamericana no posee el margen del pico rosado y carnoso. También es distinto el diseño del color del plumaje en la parte inferior de las alas.

## Taxonomía
Al haber disminuido enormemente las poblaciones de los 3 taxones que integran el complejo Eudyptes chrysocome (Forster 1781), sus relaciones taxonómicas adquirieron una importancia crucial en relación con los programas de conservación. La taxonomía de los 3 taxones es materia de debate entre los especialistas. Algunos reconocían 3 subespecies basadas en la importante separación geográfica de las poblaciones reproductoras, unida a diferencias morfológicas. Mayormente, en cambio, ha prevalecido la opinión de los autores que sugieren que las diferencias morfológicas apoyan la clasificación en 2 especies: Eudyptes moseleyi y Eudyptes chrysocome, esta última integrada por dos subespecies: Eudyptes chrysocome chrysocome y Eudyptes chrysocome filholi. En un estudio publicado en el año 2006, en el cual se compararon las distancias genéticas entre las tres regiones de genes mitocondriales de los 3 taxones, en relación con las de otras especies estrechamente relacionadas de pingüinos, dio por resultado el apoyo a la reclasificación y tratamiento de los 3 taxones como 3 buenas especies. Esta reclasificación aún no es avalada por todos los especialistas.

## Distribución
Esta subespecie se reproduce en islas que circundan la mitad austral de la Patagonia, en el extremo sur de América del Sur. Algunas de las poblaciones más importantes se encuentran en islas del cabo de Hornos y las islas Diego Ramírez, en el sur de Chile; en varias de las islas que integran el archipiélago de las Malvinas; en la isla de los Estados, la isla Pingüino en la provincia de Santa Cruz, y otras islas del sur de la Argentina.
En invierno emprende una migración hacia el norte en busca de aguas a menor latitud, las cuales mantienen una temperatura menos fría en esa estación, alcanzando las costas de la provincia de Buenos Aires en Argentina, Uruguay, y el sur de Brasil.

## Costumbres
Se alimentan de krill, calamar, pulpos, peces, moluscos, plancton, sepia, y crustáceos.
Crían en colonias, desde el nivel del mar hasta las cumbre de los cerros próximos a la costa, algunas vecen tierra adentro.

## Conservación
El estado de conservación de esta subespecie es vulnerable debido a la desaparición de un 34 % de su población en los últimos treinta años. En las Malvinas la especie contaba con una población integrada por 1,6 millones de parejas en 1932, pero para el año 2005 su población en ese archipiélago era de sólo 210 418 parejas reproductoras (el 87 % del total original), repartidas en 55 colonias.
Otras colonias del sur de la Argentina y Chile (las que parece que están en aumento poblacional), ordenadas por el número de parejas reproductoras, son:
- Isla de los Estados: 173 793 parejas en 1998
- Isla Noir: 158 200 parejas en 2005
- Islas Diego Ramírez: 132 721 parejas en 2002
- Islas Ildefonso: 86 400 parejas en 2006
- Islas Barnevelt: 10 800 parejas en 1992
- Isla Terhalten: 1000 parejas en 2005
- Cabo de Hornos: 600 parejas en 1992
- Isla Pingüino: 501 parejas en 2007
- Isla de Buenaventura: 500 parejas en 1992